# Clodia de Marcus Tullius
Clodia de Marcus Tullius va ser una llei romana establerta a proposta del tribú de la plebs Publi Clodi Pulcre l'any 696 de la fundació de Roma (58 aC) sota els cònsols Luci Calpurni Pisó Cesoni i Aule Gabini, que ordenava que Marc Tul·li Ciceró, acusat d'haver castigat amb la mort sense fórmules judicials als conjurats de la conspiració de Catilina, fos desterrat a una distància de 500.000 passos, prohibint que la seva tornada fos discutida al senat. La llei es va aprovar en un plebiscit i Ciceró va haver de marxar a l'exili. Va poder tornar al cap d'un temps gràcies a la llei Cornelia de Marcus Tullius.